# Kunqu
Kunqu (xinès tradicional: 崑曲). Un dels estils més antics i refinats del teatre tradicional xinès, que va aparèixer al sud de la Xina durant la dinastia Ming (1368-1644). És una síntesi de teatre, òpera, ballet, recital de poesia i recital musical, que també incorpora formes anteriors de representacions teatrals xineses com el mim i l'acrobàcia. El 2008 va ser inscrit a la Llista Representativa del Patrimoni Cultural Immaterial de la Humanitat de la Unesco (proclamada originalment l'any 2001) com una de les Obres Mestres del Patrimoni Oral i Intangible de la Humanitat i que s'inclou en el Patrimoni de la Humanitat a la Xina.

## Nom
El nom Kunqu es refereix, en sentit estricte, a l'element musical d'aquesta forma d'art, i està relacionat amb el fet que un dels principals tipus de música regional que van entrar en la creació de Kunqu provenia del districte de Kunshan (prop de Suzhou, a l'actual província de Jiangsu).

## Història
A l'època Ming la forma teatral vigent era el quanqi , successor de l'estil seròs i rigid, zaju, generalitzat al nord del país duran la dinastia Yuan (1277-1367). En canvi al sud, el teatre va evolucionar a una forma més viva i popular, i va esdevenir un teatre més literari. Durant el segle XVè es van generar quatre tipus de melodies en les províncies situades al sud del riu Iang-Tsé: Hayien, Yuyao, Yiyang i Kunshan. Un músic i cantant de Kushan, Wei Liangfu, vers el 1540, va crear un estil nou resultat de la fusió de les melodies del sud de Kushan amb les del nord que havia estudiat a fons i també va incorporar estils meridionals i cants populars de la província. Tot plegat va constituir un nos estil anomenat shuimodiao que va derivar al que s'anomena Kunqu. Durant al Dinastia Qing el Kunqu va anar evolucionant cap un model excessivament refinat. Els poemes ci de l'òpera Kunqu eren exquisits i delicats, però difícils d'entendre per a les generacions posteriors. El cant era suau i amb tacte, però es va ralentir amb el temps. Aquest estil de cant meticulós era difícil de gaudir per a la majoria de la gent, excepte per als espectadors habituals i els aficionats. A més, l'abast de l'òpera Kunqu s'anava reduint i alguns drames eren tan llargs que s'havien de representar en més de 50 actes. D'aquesta manera, el seu desenvolupament i popularització es va restringir cada cop més. A principis del segle xix va entrar en un procés de declivi i va sorgir un gènere més popular: l'Òpera de Pequín, menys sofisticat i menys complexa.
El 1919, Mei Lanfang i Han Shichang, famosos intèrprets de kunqu, van viatjar al Japó per fer actuacions. A la dècada de 1930, Mei va interpretar kunqu als Estats Units i la Unió Soviètica i va ser ben rebuda. Durant la Revolució Cultural no només no es va permetre l'òpera tradicional xinesa, sinó que com que no hi havia formació, es va perdre tota una generació d'intèrprets. Des de l'obertura de la Xina a finals dels anys 70,s' han organitzat actuacions de Kunqu a gran escala i també s'han organitzat una sèrie de classes per ensenyar als estudiants i aficionats de l'òpera de Pequín a Taiwan, a cantar i interpretar Kunqu. Hi ha grups de Kunqu moderns a Pequín, Xangai, Nanjing i Changsha.

## Característiques
Kunqu és abans que res un art escènic. Les actuacions es valoren no només per la seva síntesi de teatre, cant i dansa, sinó també pel refinament literari del seu llibret poètic. L'argument sol ser conegut per l'audiència, o bé es posa a disposició mitjançant un resum en prosa. De fet, la majoria de les obres de Kunqu trigarien diversos dies a representar-se íntegrament. Per tant, qualsevol actuació en general consta d'unes poques escenes seleccionades d'una o més obres conegudes.
La composició de noves obres per al teatre Kunqu es va convertir en un projecte col·laboratiu compartit per poetes, estudiosos, músics i artistes, que junts van escriure el text de l'obra i van desenvolupar la coreografia.
En una actuació de Kunqu, el recitatiu s'intercala amb àries cantades amb melodies tradicionals, anomenades qu-pai (曲牌) Cada paraula o frase també s'expressa mitjançant un moviment o gest estilitzat que forma part essencialment d'una dansa, amb regles estrictes d'estil i execució, com el ballet clàssic.

#### Llengua i llibret
El xinès és una llengua tonal monosíl·lab. Al Kunqu, la poesia s'escriu per adaptar-se a un gran nombre de patrons de to fix. Les melodies es desenvolupen a partir d'aquests patrons de to sense interferir amb la melodia de les paraules, de manera que cada paraula del poema es pugui cantar correctament. La llengua del Kunqu no és el dialecte de Kunshan o Suzhou, ni és el mandarí estàndard. És una llengua escènica artificial, un mandarí modificat amb algunes característiques del dialecte local.
Com que la llengua en què s'escriuen les obres de Kunqu té vuit tons, la composició del llibret va ser una tasca complexa. Normalment, l'autor havia de perfeccionar contínuament el llibret i les notes musicals fins que la paraula del llibret i la melodia musical de qu-pai assolien l' harmonia. De fet, poques vegades s'aconseguia completament una harmonia ideal. Com que la creació d'una nova obra de Kunqu suposava un gran repte per a l'autor, gairebé tots els dramaturgs de Kunqu eren poetes. El llibret normalment té un valor estètic significatiu per dret propi, i molts llibrets de Kunqu són molt considerats com a exemples de la literatura xinesa refinada.

#### Música

##### Orquestra i instruments

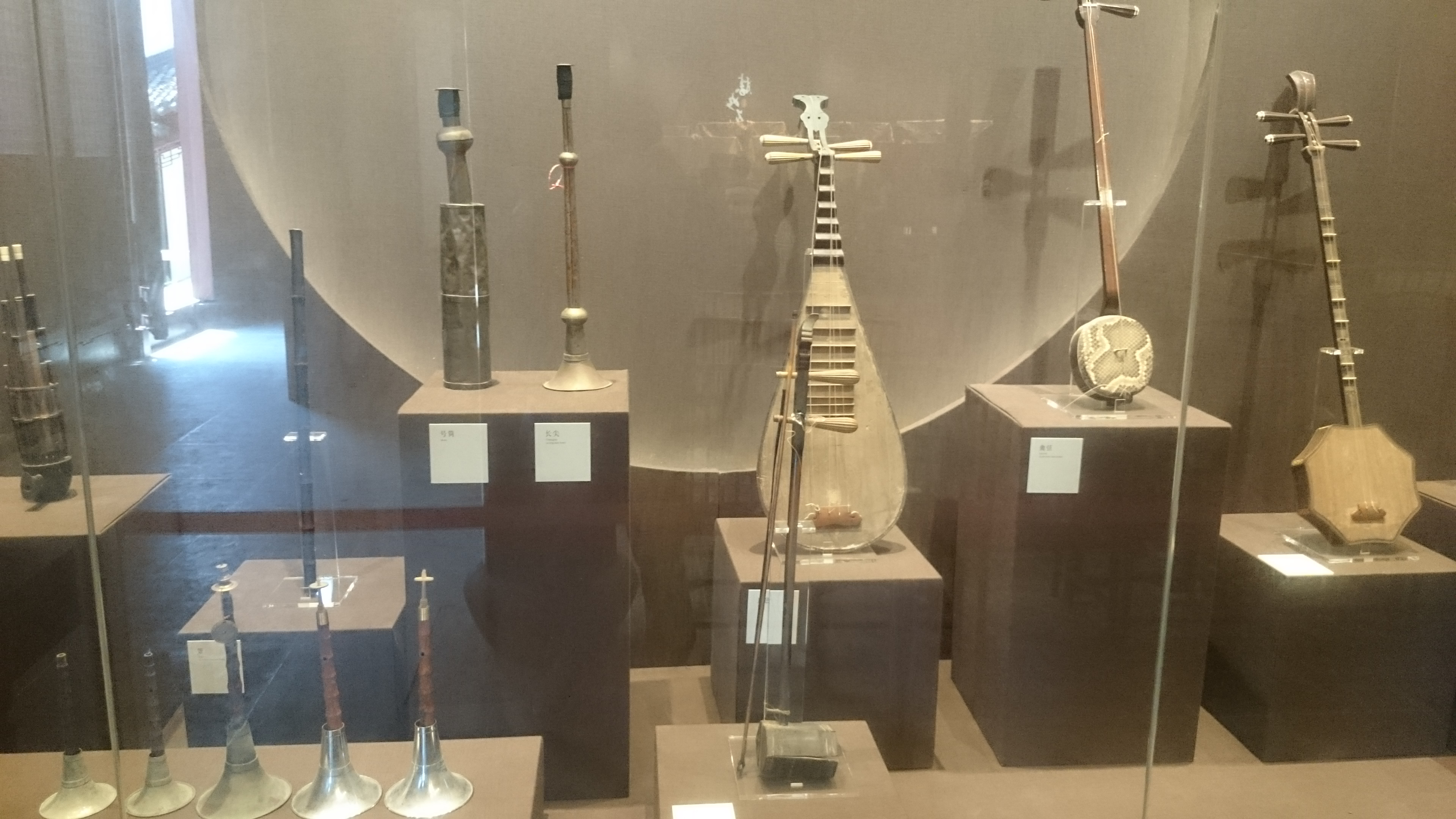
Instruments al The China Kunqu Museum

Cada actuació de Kunqu està acompanyada per un petit conjunt instrumental, format generalment per entre 6 i 10 músics. Aquest conjunt es divideix en dues seccions: la wen-chang, secció composta per instruments de vent i corda, i la wu-chang, la secció de percussió. La funció principal del wen-chang és acompanyar el cant, dirigit pel "dizi" (笛子), una flauta horitzontal de bambú. Depenent de l'obra, també pot incloure un San-hsien o pipa (instrument), erhu (un violí de dues cordes), hulusi (葫 芦 丝) un orgue de vent de bambú) i una cítara. La secció Wu-chang consta d'un tambor utilitzat en el teatre cantat tradicional xinès o xiqu, un xiao luo (gong petit), un da luo (gong gran) i plats Zhongbo (中鈸) o naobo (鐃鈸). L'Orquestra està dirigida per un bateria que actua amb un petit tambor i un parell de baquetes de fusta per marcar el ritme de l'obra, mentre que els gongs i els plats s'utilitzen per puntuar l'acció i l'emoció. El bateria també és el director de l'orquestra.
Amb l'ajuda de Zhang Yetang, un conegut fabricant d'instruments que originalment va fer instruments per a l'Òpera de la Xina del Nord, es van redissenyar els instruments musicals per al nou estil.

#### Actors, personatges i màscares
A l'òpera Kunqu, els papers estan distribuïts amb gran detall. Hi ha set rols diferents: Sheng (生) (rol masculí), Dan (旦) (rol femení), Jing (净)(personatge caracteritzat, la majoria de vegades amb una cara pintada de colors brillants), Chou (丑) (bufó), Mo (rol masculí de mitjana edat), Wai (home vell) i Tie.

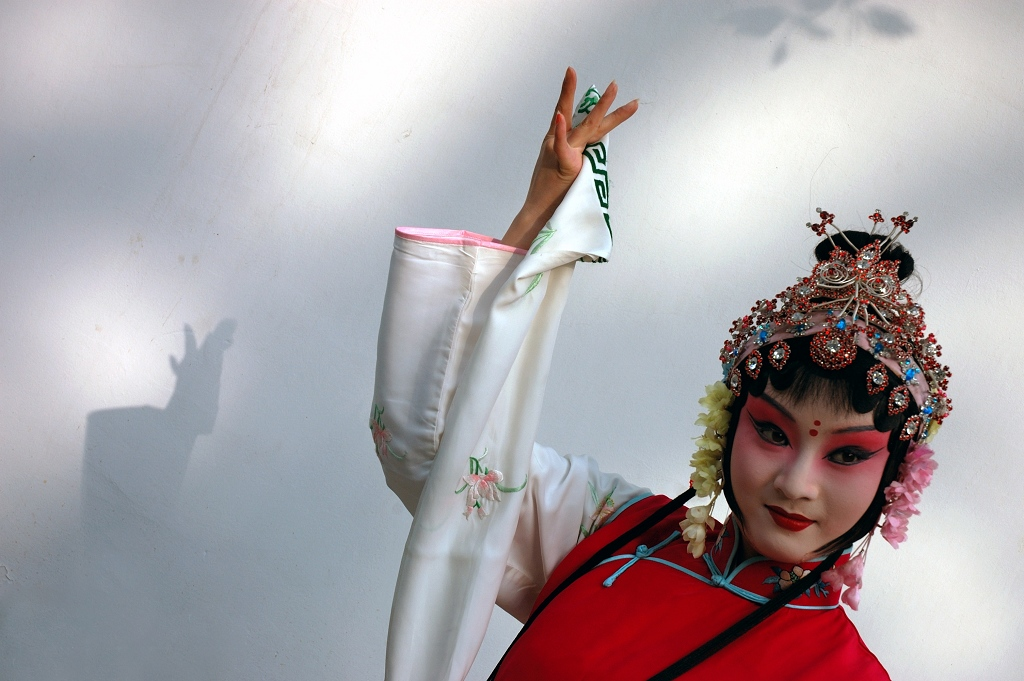
Personatge femení

Cada tipus de rol té diverses diferenciacions. Per exemple, el paper sheng s'utilitza per Lao-sheng (home de mitjana edat o vell, generalment amb barba), Wu-sheng (homes joves o de primer edat especialitzats en arts marcials) i Xiao-sheng (homes joves sense barba). Els rols es subdivideixen encara més segons la posició social; per exemple, el Xiao-Sheng es divideix en major i menor Guan-Sheng (oficials), Jin-Sheng (paper protagonista en el drama amorós), Qiong-Sheng (lletrat empobrit) i Zhiwei-Sheng (jove general amb dos plomes de cua de faisà al seu barret).
Les màscares s'utilitzen principalment per als papers de Jing i de Chou, de vegades també per als papers de Sheng i Dan. El vermell, el blanc i el negre són els colors principals de les màscares. El blau, el verd, el morat i l'or s'utilitzen com a colors principals a les màscares dels herois del bosc verd o dels immortals i fantasmes. Els colors de les màscares de l'òpera Kunqu tenen els mateixos significats que els de l'òpera de Pequín: el vermell representa la lleialtat, el negre representa la sinceritat i el blanc representa la intriga.

#### Obres i autors
Wei Liangfu, el creador de l'estil va resumir les seves teories musicals i les seves experiències en una obra titulada Qulu (曲律) (regles prosòdiques). El dramaturg i actor Liang Chenyu (1520-1593) va ser el primer en utilitzar les innovacions de Wei, en la seva peça "Huanshaji". Les obres de Liang habitualment eren molt llargues, amb quaranta o cinquanta actes.
L'edat d'or de l'estil durant l'època dels Ming, arriba amb Tang Xianzu, amb la seva peça més cèlebre "Mudan ting" (El Pavelló de les Peònies) escrita el 1598, on descriu en 55 escenes les passions de la jove Du Liniang, filla del governador de Nanan, Du Bao, i la seva relació amb el magistrat Liu Mengmei. El seus competidors van ser Shen Jing i Liang Chenyu. Més tard, a principis del XVII, durant la Dinastia Qing van destacar els dramaturgs Li Liweng (també conegut com Li Yu) famós per Fēngzhēng wù (風箏 誤), Kong Shangren amb The Peach Blossom Fan (桃花扇) i Hong Sheng, molt conegut per les seves obres en estil quanqi, com "長生殿"(The Palace of Eternal Life).

#### Estils
El Kunqu s'ha adaptat a les diferents característiques musicals de cada regió, i ha derivat en quatre tipus d'estils:
- Nankun: Popular a la regió del delta del riu Yangtze, suau i persistent, amb un fort lirisme.
- Beikun: Popular a Pequín, de caracter heroic i agitat.
- Xiangkun: Popular a Chenzhou, Hunan, està profundament influenciat per l'òpera Qi local i la música d'òpera de Hunan, i està ple de sabor local.
- Yongkun: Popular a Wenzhou, Zhejiang (abans coneguda com a Yongjia), hereta l'estil senzill, i animat de l'òpera Kunqu primitiva.